# Эритрея на летних Олимпийских играх 2004
Эритрея принимала участие в Летних Олимпийских играх 2004 года в Афинах (Греция) во второй раз за свою историю, и завоевала одну бронзовую медаль. Сборную страны представляла 1 женщина.

## Бронза
- Лёгкая атлетика, мужчины, 10000 метров — Зерсенай Тадесе.